# حرب حضرية

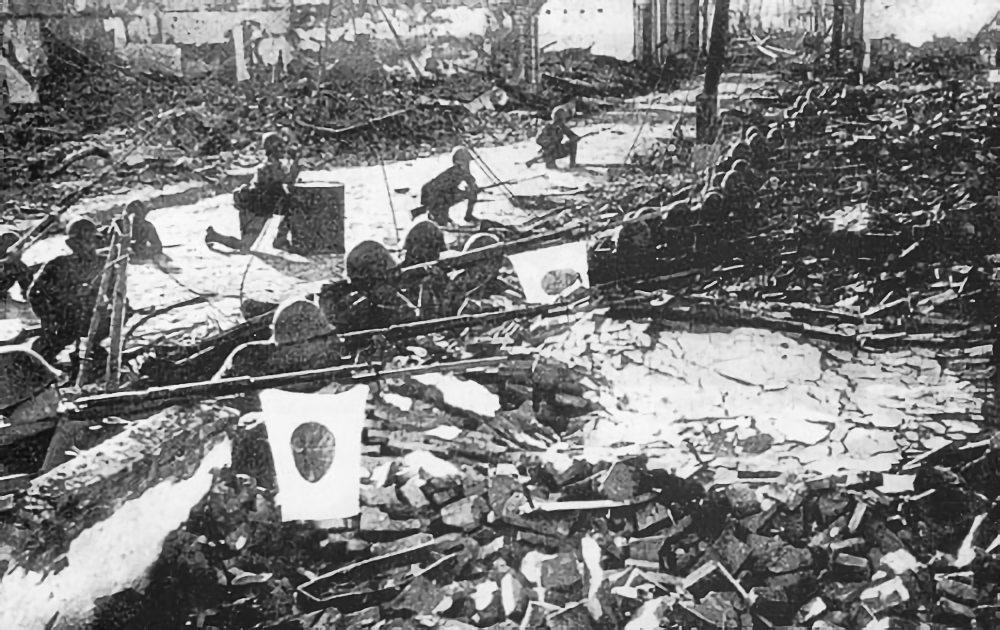
القوات اليابانية في أنقاض مدينة شنجهاي في معركة شانغهاي خلال الحرب الصينية اليابانية الثانية.

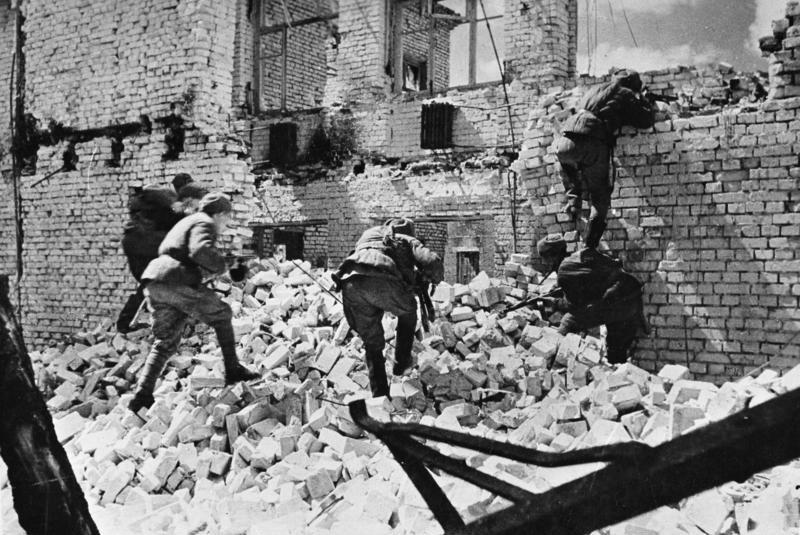
القوات الألمانية في معركة ستالين جراد.

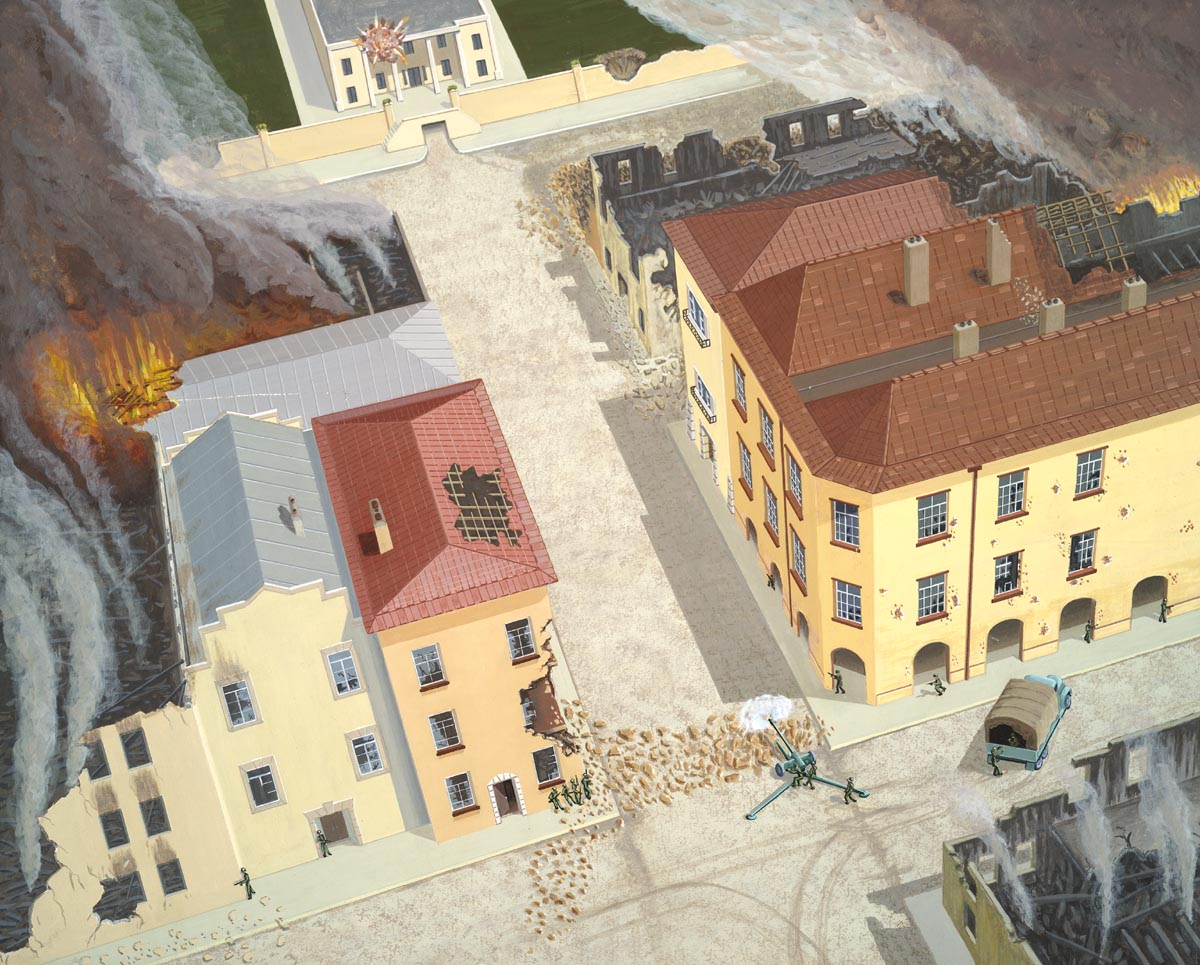
صورة توضيحية لحرب الشوارع.

حرب المدن او حرب الشوراع هي الحروب الحديثة التي تجرى في المناطق الحضرية مثل القرى والمدن. الحروب التي وقعت في مناطق مسكونة قبل القرن العشرين تعرف بحروب الحصار.
تعتبر إحدى أصعب وأعقد حرب ممكن أن تشن، فهي معقدة لدرجة ندرتها في التاريخ والحاضر. ولا يتمكن من إجادتها أحد، إلا بعد خبرة طويلة، تتخللها تضحيات كبيرة، لا يتحملها إلا صاحب حق لا جدال فيه.
وصعوبة حرب المدن وتعقيداتها، تكمن في كونها تخاض في عقر دار الحكومات المراد إسقاطها أو فرض الإرادة عليها، وقريباً من مقرات أجهزتها الأمنية وعيونها. ولذلك، حتمت هذه الحرب وجود قيادتين لتنظيماتها، قيادة سياسية، وأخرى عسكرية. كما فرضت طبيعة هذه الحرب على محاربيها، بأن يكونوا قلة، ولكن على مستوى عالٍ من التدريب والمهارة. كما أن عمليات حرب المدن العسكرية، يجب أن تتسم بالدقة العالية، والسرية التامة؛ لدرجة عدم اطلاع جناحها السياسي بمعرفة/ متى وأين وكيف ستتم الضربة العسكرية المقبلة. ونادراً، ما يقوم من ينفذون هذه العمليات، بتصوير عملياتهم.
وكذلك حتمت طبيعة حرب المدن، على محاربيها، عدم وجود معسكرات لهم، أو مقرات، ولا حتى مخازن أسلحة. فحركة محاربيها تتم عبر غطاء مؤسسات تجارية أو أهلية أو خيرية. كما أن تدريبات عناصرها، تتم إما خارج البلاد، أو داخل مقرات سرية تحت الأرض. أما السلاح، فيأتي قبل تنفيذ العملية العسكرية مباشرة، إما من خارج البلاد، وإما بتصنيع محلي، بواسطة ورش تحت الأرض أو ورشها التجارية.
وأهم تكتيكات حرب المدن، هو الضرب والاختفاء. أو اضرب عن بعد. وينجح مثل هذا التكتيك، في ظل تعاطف السكان المحليين مع منفذي مثل هذه العمليات.

## علم المصطلحات العسكرية
مصطلح القوات المسلحة الأمريكية للحرب الحضرية هو «يو أو»، وهو اختصار للعمليات الحضرية. استُبدل مصطلح «إم أو يو تي» -وهو اختصار للعمليات العسكرية في المناطق الحضرية- بمصطلح «يو أو» من قبل بعض المنظمات في جيش الولايات المتحدة، ومع ذلك ما يزال مصطلح «موقع إم أو يو تي» قيد الاستخدام.
مصطلحات القوات البريطانية المسلحة هي «أو بي يو إيه» (العمليات في المناطق المكتظة بالمباني)، و«إف آي بي يو إيه» (القتال في المناطق المكتظة بالمباني)، أو أحيانًا (بطريقة عامية) «إف آي إس إتش» (القتال في منزل شخص ما) أو«إفآيإسإتش» و«سي إتش آي بّي إس»(القتال في منزل شخص ما، والتسبب بحدوث الخراب في شوارع السكان).
يُشير مصطلح «إف أو إف أو» (القتال في الأهداف المحصنة) إلى تطهير الأماكن الضيقة والمحصنة مثل المخابئ والخنادق والمعاقل من أفراد العدو، وتفكيك الألغام والأسلاك، وتأمين موطئ قدم في مناطق العدو.
يدعو الجيش الإسرائيلي الحرب الحضرية לש"ב (تُلفظ لاشاب)، وهي اختصار في اللغة العبرية يُشير إلى الحرب على المناطق الحضرية. تتضمن لاشاب في الجيش الإسرائيلي تكتيكات حربية واسعة النطاق (مثل استخدام ناقلة الجنود المُدرّعة الثقيلة وجرافات مُدرّعة وطائرات بدون طيار للاستخبارات السرية وما إلى ذلك)، تدريب القوات المقاتلة على القتال في المساحات الصغيرة «القتال القريب» (كيف ينبغي على فريق صغير من الجنود المشاة القتال في المساحات الضيقة والمَبنيّة). طُورت لاشاب الخاصة بالجيش الإسرائيلي بشكل رئيسي في العقود الأخيرة، وخاصةً بعد حرب لبنان عام 1982، التي تضمنت حدوث حرب حضرية في بيروت والقرى اللبنانية، وتطورت لاحقًا خلال الانتفاضة الفلسطينية الثانية «انتفاضة الأقصى» (عام 2000-2005)، التي دخل فيها الجيش الإسرائيلي إلى المدن والقرى ومخيمات اللاجئين الفلسطينية وقاتلوا فيها. يمتلك الجيش الإسرائيلي منشآت كبيرة ومتميزة ومتطورة للجنود المتدربين ووحدات الجيش في الحرب الحضرية.

## العمليات الحضرية
اعتمدت العمليات العسكرية الحضرية في الحرب العالمية الثانية كثيرًا على كميات كبيرة من القصف المدفعي والدعم الجوي، وذلك باستخدام طائرات الهجوم الأرضي والقاذفات الثقيلة. استُخدمت في بعض عمليات الحروب الحضرية الكبرى-مثل معركة ستالينغراد وانتفاضة وارسو- جميع الأسلحة بصرف النظر عن عواقبها.
مع ذلك، طُبّقت بعض القيود أحيانًا عند تحرير الأراضي المحتلة، بشكل خاص في المناطق الحضرية. على سبيل المثال، تجنبت القوات العسكرية الكندية خلال الحرب العالمية الثانية في كلا معركتي أورتونا وغرونينجن استخدام المدفعية تمامًا، وذلك لتجنب أذية المدنيين والمباني، وخلال معركة مانيلا عام 1945، فرض الجنرال دوغلاس ماكارثر في البداية حظرًا على استخدام المدفعية والضربات الجوية لإنقاذ أرواح المدنيين.
تلتزم القوات العسكرية بقوانين الحرب التي تتحكم –حسب الضرورة العسكرية- بمقدار القوة التي يمكن تطبيقها عند مهاجمة منطقة مأهولة بالمدنيين. حتى السبعينيات من القرن العشرين، كان كل هذا تحت غطاء اتفاقية لاهاي الرابعة عام 1907 –قوانين وأعراف الحرب على الأرض التي تضمنت المادتين رقم 25-27 على وجه التحديد. واستُكمل هذا في ما بعد بالبروتوكولات الإضافية لمعاهدة جينيف في 12 أغسطس عام 1949 المتعلقة بحماية ضحايا الصراعات المسلحة الدولية وغير الدولية.
أدى قانونا التمييز والتناسبية -كما في حالة الكنديين في بلدة أورتونا- أحيانًا إلى منع القوة المهاجمة من استخدام كل القوة التي لديها عند الهجوم على مدينة. وفي حالات أخرى -كما حصل في معركة ستالينغرادومعركة برلين- وجدت كلا القوتين العسكريتين أن إخلاء المدنيين فقط كان صعب التنفيذ.
عندما هاجمت القوات الروسية مدينة غروزني عام 1999، استخدمت كميات كبيرة من النيران المدفعية. وتعامل الجيش الروسي مع قضية الإصابات المدنية عن طريق تحذير السكان من أنهم سيُشنّون هجومًا شاملًا وكبيرًا على غروزني، والطلب من المدنيين مغادرة المدينة قبل بدء القصف المدفعي.

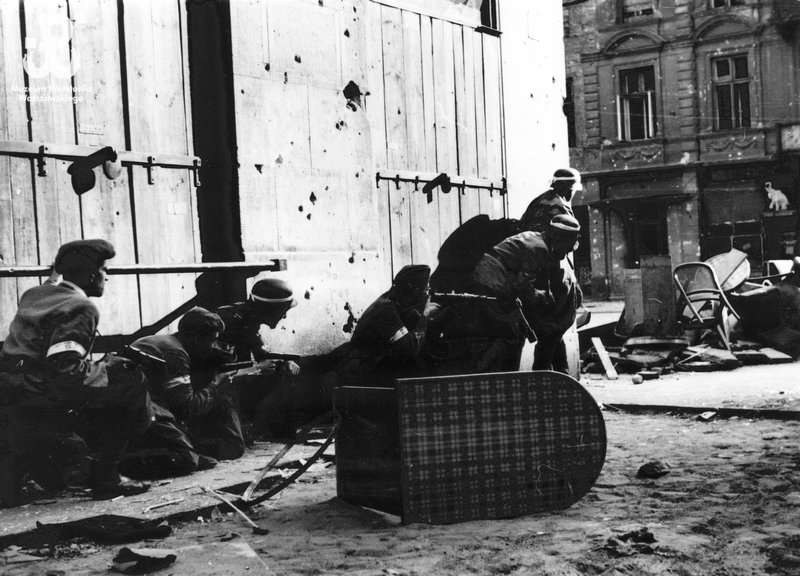
جنود من جيش الوطن (بولندا) يهاجمون منزلًا محصنًا في وسط مدينة وارسو أثناء انتفاضة وارسو عام 1944م.
- فيلم "تحرير باريس" الذي صورته المقاومة الفرنسية أثناء قتال الشوارع في باريس، أغسطس 1944م.
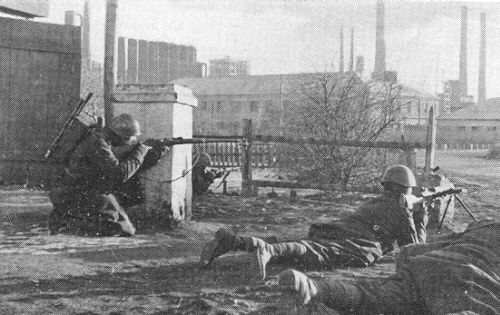
جنود إيطاليون يقاتلون في شوارع ستالينو، أكتوبر 1941م.

## معارك المسافة صفر
يشير مصطلح «المسافة صفر» أو المعركة عن قرب إلى أساليب القتال داخل المباني والشوارع والأزقة الضيقة وغيرها من الأماكن حيث تكون الرؤية والقدرة على المناورة محدودة.
إن الجيوش التي تشارك غالبًا في عمليات حرب المدن قد تُدرب معظم مشاتها على طرق معارك المسافة صفر. وفي حين أن التدريب قد يختلف، فإنه يركز عمومًا على المهارات التي تمتلكها كل وحدة. وهذا يتعارض مع ما قد تفتقر إليه الوحدات من حيث القوة أو قدرات الأسلحة.